# Leucandra falcigera
Leucandra falcigera är en svampdjursart som beskrevs av Schuffner 1877. Leucandra falcigera ingår i släktet Leucandra och familjen Grantiidae.
Artens utbredningsområde är havet utanför Mauretanien. Inga underarter finns listade i Catalogue of Life.